# SYR6: Koncertas Stan Brakhage Prisiminimui
Albums de Sonic Youth
Sonic Nurse
(2004) Rather Ripped
(2006)
SYR6: Koncertas Stan Brakhage Prisiminimui est le sixième volet de la série SYR du groupe Sonic Youth.
Il a été publié en 2005, soit 5 ans après le cinquième volet. C'est à ce jour le plus long délai entre deux disques de la série. Le disque contient un live de musique expérimentale avec le percussionniste Tim Barnes, enregistré en 2003 lors du mémorial du réalisateur expérimental Stan Brakhage. Sa couleur est le jaune et sa langue le lituanien. Le disque contient 3 pistes, mais aucune ne porte de nom et elles ne forment en fait qu'un seul morceau d'à peu près une heure. Comme pour Invito al Cielo, il est très difficile de le classer en tant qu'album ou EP, à cause de son rapport durée/nombre de morceaux. Le coffret contient également un poster contenant l'affiche du concert sur une face et des photos de ce concert sur l'autre.

## Titres
1. Heady Jam # 1 - 24:16
2. Heady Jam # 2 - 14:13
3. Heady Jam # 3 - 27:02